# Episodi di Thank You, Next (prima stagione)
La prima stagione della serie televisiva Thank You, Next (Kimler Geldi Kimler Geçti), composta da 8 episodi, è stata distribuita sulla piattaforma di streaming Netflix il 9 maggio 2024.
| nº | Titolo originale                              | Titolo italiano                | Pubblicazione Turchia | Pubblicazione Italia |
| -- | --------------------------------------------- | ------------------------------ | --------------------- | -------------------- |
| 1  | İlişki Durumu Karışık                         | Situazioni di coppia           | 9 maggio 2024         | 9 maggio 2024        |
| 2  | Aşşırı Aşk                                    | Bombardamento amoroso          | 9 maggio 2024         | 9 maggio 2024        |
| 3  | Behlül Kaçar                                  | Ghosting                       | 9 maggio 2024         | 9 maggio 2024        |
| 4  | İki İleri Bir Geri                            | Un passo avanti e due indietro | 9 maggio 2024         | 9 maggio 2024        |
| 5  | Yedek Kulübesi                                | Benching                       | 9 maggio 2024         | 9 maggio 2024        |
| 6  | İç Açılarının Toplamı                         | Controverifica                 | 9 maggio 2024         | 9 maggio 2024        |
| 7  | Ya Gel Bana Sahici Sahici ya da Anca Gidersin | Obbligo o verità               | 9 maggio 2024         | 9 maggio 2024        |
| 8  | Düğün                                         | Matrimonio                     | 9 maggio 2024         | 9 maggio 2024        |